# سيلفيا بينهيرو
سيلفيا بينهيرو (بالبرتغالية: Silvia Helena Pitombeira) (11 يناير 1981 بساو لويز في البرازيل - ) هي لاعبة كرة يد برازيلية. شاركت في الألعاب الأولمبية الصيفية 2012.

## وصلات خارجية
- سيلفيا بينهيرو على موقع الاتحاد الأوروبي لكرة اليد (الإنجليزية)
- سيلفيا بينهيرو على موقع أوليمبيديا (الإنجليزية)